# Jan Jegla
Jan Jegla (* 17. prosince 1944) je český politik, v 90. letech 20. století poslanec České národní rady a Poslanecké sněmovny za Hnutí za samosprávnou demokracii - Společnost pro Moravu a Slezsko, později za Českomoravskou unii středu, jejímž předsedou byl v letech 1995-1996.

## Biografie
Od roku 1987 pracoval jako vedoucí výroby v JZD Lipov.
Ve volbách v roce 1992 byl zvolen do České národní rady za Hnutí za samosprávnou demokracii - Společnost pro Moravu a Slezsko (později Hnutí za samosprávnou demokracii Moravy a Slezska) ve volebním obvodu Jihomoravský kraj). Zasedal v zemědělském výboru.
Od vzniku samostatné České republiky v lednu 1993 byla ČNR transformována na Poslaneckou sněmovnu Parlamentu České republiky. V ní setrval do konce funkčního období, tedy do voleb v roce 1996. V roce 1993 se uvádí jako předseda poslaneckého klubu Hnutí za samosprávnou demokracii Moravy a Slezska. Podle jiného pramene v letech 1992-1994 zasedal v poslaneckém klubu Liberálně sociální unie (LSU), pak od prosince 1994 přešel do samostatné poslanecké frakce Českomoravské unie středu. V roce 1994 o něm Zemědělské noviny napsaly, že je podezřelý z podvodu při privatizaci podniku Agrodat, v němž Jegla působil jako jeho ředitel. Jegla reagoval s tím, že na novináře podá trestní oznámení.
V únoru 1995 se stal předsedou Českomoravské unie středu (původně nazývána Českomoravská strana středu), do které se sloučily původní formace HSD-SMS, poslanci původní volební koalice LSU včetně Zemědělské strany. Na postu setrval do roku 1996, kdy rezignoval v důsledku neúspěchu strany v sněmovních volbách. I pak ale byl členem předsednictva ČMUS.
V senátních volbách roku 1996 neúspěšně kandidoval za ČMUS (respektive za alianci moravistických stran Moravskoslezská koalice) do horní komory českého parlamentu za senátní obvod č. 81 - Uherské Hradiště. Získal ale jen 4 % hlasů a nepostoupil do 2. kola. Úspěšný byl naopak v komunální politice. V komunálních volbách roku 1994 byl zvolen za ČMUS do zastupitelstva obce Lipov. Mandát obhájil i v komunálních volbách roku 1998, komunálních volbách roku 2002 a komunálních volbách roku 2006, nyní jako bezpartjní. Profesně uváděn jako státní zaměstnanec. Do zastupitelstva se dostal i v komunálních volbách roku 2010, nyní jako člen ČSSD. Profesně uváděn jako právník.